# Pouy-Loubrin
Pouy-Loubrin település Franciaországban, Gers megyében. Lakosainak száma 84 fő (2022. január 1.). Pouy-Loubrin Bellegarde, Labarthe, Masseube, Moncorneil-Grazan, Seissan és Tachoires községekkel határos.

## Népesség
A település népességének változása:
| Lakosok száma | 95   | 100  | 103  | 101  | 100  | 87   | 84   | 85   | 85   | 84   |
|               | 1968 | 1982 | 1990 | 2006 | 2013 | 2015 | 2017 | 2019 | 2020 | 2022 |